# Ridderlijke Jachtorde van Sint-Hubertus
De Ridderlijke Jachtorde van Sint-Hubertus (Duits: Ritterlicher St. Hubertus-Jagdorden) werd in 1723 in Bohemen door graaf Friedrich Anton von Spori opgericht om te herinneren aan de "grote eer" door de keizer voor zijn kroning (tot koning van Bohemen) "uitgenodigd te zijn voor een jachtpartij". Keizer Karel VI nam de versierselen van de Orde aan en dat deden ook de koningen Frederik Willem I van Pruisen en August II van Polen.
De bloeitijd van de Orde lag rond 1740 maar de Pruisisch-Oostenrijkse oorlogen onder Frederik II en Maria Theresia betekenden het einde van deze Orde.